# 2024년 하계 올림픽 차드 선수단
차드는 2024년 7월 26일부터 8월 11일까지 프랑스 파리에서 열리는 2024년 하계 올림픽에 출전했다. 이번 파리 참가는 1964년 데뷔 이후 1976년의 콩고 주도 보이콧, 1980년의 미국 주도 보이콧을 제외외하고 14번째 하계 올림픽 출전이다.

## 출전 선수
| 종목 | 남자 | 여자 | 전체 |
| ---- | ---- | ---- | ---- |
| 양궁 | 1    | 0    | 1    |
| 육상 | 1    | 0    | 1    |
| 유도 | 0    | 1    | 1    |
| 전체 | 2    | 1    | 3    |

## 매달 집계
| 종목 | 1 | 2 | 3 | 합계 |
| 종목 | ' | ' | ' | '    |
| 종목 | ' | ' | ' | '    |
| 종목 | ' | ' | ' | '    |
| 합계 | ' | ' | ' | '    |

## 같이 보기
- 2024년 하계 올림픽